# Guerrilla Games
Guerrilla Games is een first party computerspelontwikkelaar gevestigd in Amsterdam, Nederland, en een volledige dochteronderneming van Sony Interactive Entertainment. Er werken momenteel ongeveer 270 personen, en de onderneming werd geleid door Hermen Hulst. In 2019 maakte Hulst de overstap naar Sony Worldwide Studios, waar hij de nieuwe topman werd.
De ontwikkelaar is vooral bekend om zijn Killzone-serie, die exclusief voor PlayStation is. Het meest recente spel in de serie, Killzone: Shadow Fall, werd voor het eerst uitgebracht in Noord-Amerika op 15 november 2013. Op 18 augustus 2010 tijdens een persconferentie op Gamescom in Keulen, Duitsland, maakte directeur Hermen Hulst bekend dat Guerrilla Games' volgende titel een geheel nieuwe intellectuele eigendom zou zijn, waarmee het Guerrilla's eerste spel is dat niet gebaseerd is op de Killzone-serie sinds ShellShock: Nam '67. Het spel werd officieel aangekondigd op Sony's E3 2015-persconferentie als Horizon Zero Dawn.

## Geschiedenis
Internetbureau en mediabedrijf Lost Boys werd in 1993 opgericht door Michiel Mol, Jan-Pieter Melchior en Cees Kousenmaker. Guerrilla Games werd oorspronkelijk in 2000 opgericht als Lost Boys Games, maar na overname door de Media Republic Group werd het bedrijf hernoemd. Lost Boys Games is een samenvoeging van de Nederlandse gamestudio's Orange Games, Digital Infinity en Formula. Guerrilla werd in 2004 een zelfstandige studio; in 2005 werd het overgenomen door Sony. Mediabedrijf Lost Boys bleef ook bestaan en veranderde haar naam in 2011 in LBi; in 2012 nam het Franse Publicis Groupe LBi over voor 416 miljoen euro. Guerrilla ontwikkelt spellen voor de PlayStation-platformen. In het verleden heeft het bedrijf ook spellen ontwikkeld voor de Xbox en pc. Guerrilla maakte naam in de gamewereld toen bekend werd dat zij exclusief een contract hadden afgesloten met Sony Corporation voor het spel Killzone. Daarnaast werkte Guerrilla nauw samen met Eidos bij de ontwikkeling van het spel ShellShock: Nam '67.
Op 7 december 2005 werd door het voormalige moederbedrijf bekendgemaakt dat Guerrilla Games door Sony is overgenomen. Het bedrijf zal exclusief voor de PlayStation-platformen spellen blijven ontwikkelen.
De Decima-engine van Guerrilla Games is vernoemd naar het Japanse eiland Dejima, waar Nederlanders in het verleden ooit zaken deden.
Regisseur en producer Angie Smets verliet in april 2023 het bedrijf voor een internationale rol bij PlayStation Studios. Haar functie in het hoofdteam werd opgevuld door Joel Eschler, Hella Schmidt en Jan-Bart van Beek.

## Spellen
Als Guerrilla Games
| Titel                  | Uitgebracht | Platform                              | Bijzonderheid                              |
| ---------------------- | ----------- | ------------------------------------- | ------------------------------------------ |
| ShellShock: Nam '67    | 2004        | Windows, PlayStation 2, Xbox          |                                            |
| Killzone               | 2004        | PlayStation 2                         |                                            |
| Killzone: Liberation   | 2006        | PlayStation Portable                  |                                            |
| Killzone 2             | 2009        | PlayStation 3                         |                                            |
| Killzone 3             | 2011        | PlayStation 3                         |                                            |
| Killzone: Shadow Fall  | 2013        | PlayStation 4                         |                                            |
| Horizon Zero Dawn      | 2017        | PlayStation 4, Windows                | winnaar Gouden Kalf Beste interactive 2017 |
| Horizon Forbidden West | 2022        | PlayStation 4, PlayStation 5, Windows |                                            |

Als Lost Boys Games (Formula label)
| Titel                                     | Uitgebracht | Platform         |
| ----------------------------------------- | ----------- | ---------------- |
| The Lost Ride                             | 1998        | Cd-i             |
| Dodgem Arena                              | 1998        | PlayStation      |
| Big Brother: The Game                     | 2000        | Windows          |
| Tiny Toon Adventures: Dizzy's Candy Quest | 2001        | Game Boy Color   |
| Rhino Rumble                              | 2002        | Game Boy Color   |
| Black Belt Challenge                      | 2002        | Game Boy Advance |
| Invader                                   | 2002        | Game Boy Advance |
| Rhino Rumble Puzzle                       | geannuleerd | Game Boy Color   |
| Candy Fluffy                              | geannuleerd | Game Boy Color   |
| Call of the Dragonfly                     | geannuleerd | Xbox             |
| Knights                                   | geannuleerd | PlayStation 2    |